# Sandhem, Mullsjö kommun
Sandhem är en tätort i Mullsjö kommun i Jönköpings län och kyrkbyn i Sandhems socken, belägen cirka 3 mil söder om Falköping.
Sandhem ligger vid Sandhemssjön, utmed järnvägen Jönköpingsbanan invid riksväg 26 och riksväg 47.

## Befolkningsutveckling
| Befolkningsutvecklingen i Sandhem 1960–2020 | Befolkningsutvecklingen i Sandhem 1960–2020 | Befolkningsutvecklingen i Sandhem 1960–2020 | Befolkningsutvecklingen i Sandhem 1960–2020 | Befolkningsutvecklingen i Sandhem 1960–2020 |
| ------------------------------------------- | ------------------------------------------- | ------------------------------------------- | ------------------------------------------- | ------------------------------------------- |
|                                             |                                             |                                             |                                             |                                             |
| År                                          |                                             |                                             | Folkmängd                                   | Areal (ha)                                  |
| 1960                                        | 1960                                        |                                             | 581                                         |                                             |
| 1965                                        | 1965                                        |                                             | 751                                         |                                             |
| 1970                                        | 1970                                        |                                             | 672                                         |                                             |
| 1975                                        | 1975                                        |                                             | 721                                         |                                             |
| 1980                                        | 1980                                        |                                             | 821                                         | 132                                         |
| 1990                                        | 1990                                        |                                             | 830                                         | 135                                         |
| 1995                                        | 1995                                        |                                             | 764                                         | 133                                         |
| 2000                                        | 2000                                        |                                             | 741                                         | 133                                         |
| 2005                                        | 2005                                        |                                             | 706                                         | 132                                         |
| 2010                                        | 2010                                        |                                             | 702                                         | 132                                         |
| 2015                                        | 2015                                        |                                             | 673                                         | 108                                         |
| 2020                                        | 2020                                        |                                             | 702                                         | 111                                         |
|                                             |                                             |                                             |                                             |                                             |

## Samhället
Sandhem består av bostadsområden Sjövik, Kylle och Tyskahemmet. På orten finns förskola, 0-3-skola och fritids. I Sandhem finns även en pizzeria och livsmedelsaffär. Sandhems kyrka ligger i Samhällets nordöstra del. I Sandhem kan man besöka Sägnernas hus, Sunhouse Spa och Skogsro Spa. Sandhem är beläget mellan sjöarna Släpesjön och Sandhemssjön. Här finns en badplats inne i samhället. Genom Sandhem rinner en kanal som utgår från Släpesjön och mynnar ut i Sandhemssjön. Utöver dessa sjöar finns här även bland annat Stråken och Brännerisjön. 
Förbindelsen med Jönköping och Falköping är god på flera sätt. Väg 26/47 på sträckan Mullsjö-Månseryd byggs om till en mötesfri motortrafikled och planeras vara färdigbyggd under hösten 2019.[uppföljning saknas][9] På så vis förkortas restiden med buss och bil. Vill man ta tåget finns det en järnvägsstation utmed Jönköpingsbanan.

## Idrott
Sandhem har en idrottsförening, Sandhems IF.